# Sprogbilleder
|  | Denne artikel er oprettet af botten PalnaBot ud fra en ekstern database. Den kan derfor have sproglige fejl eller mangler. Denne skabelon kan fjernes efter kontrol af indholdet. |

Sprogbilleder er en film instrueret af Ove Nyholm efter manuskript af Ove Nyholm.

## Handling
Mellem ingenting / og ingenting / sætter en jæger / sine tegn i hulens mørke / derude var vildtet / herinde kunne han betegne det. Sådan lyder Hans-Jørgen Nielsens rytmisk ledsagende digt, der stemningsskabende åbner for dette filmværk om selve den skabende proces, dialogen mellem kunstner og udtryk, selve sprogets og udtrykkets oprindelse. Med forbilledlig pædagogisk klarhed fører instruktøren Ove Nyholm os ind i sprogrum og -billeder og skaber selv en dialog mellem filmens legende, eksperimenterende udtryk og kunstnere som Kirsten Olesen (skuespiller), Søren Ulrik Thomsen (digter), Per Nørgård (komponist), Kim Vilfort (fodboldspiller), Erling Eliasson og Mette Bøtcher (dansere), Michael Kvium (maler), Henning Larsen (arkitekt) og Hans Georg Lenz (musikkritiker), der alle fortæller om sproget, udtrykket, den kunstneriske skabelsesproces.